# 勝田真季
勝田 真季（かつた まき、1979年6月7日 - ）は、日本のフリーアナウンサー。元NHK首都圏放送センターの契約リポーター。

## 概要・経歴
神奈川県川崎市出身。神奈川県立多摩高等学校、桜美林大学卒業後の2002年4月から2003年にかけて、NHKラジオ「ネットワークにっぽん」を担当し、2003年から2004年にかけて、NHKラジオ「かながわ情報ボックス」でパーソナリティを担当。主にラジオ番組を担当していた。2006年3月付けでNHK横浜放送局を退社。その後、フリーアナウンサーへ転向。東京都内や神奈川県内をメインにフリーアナウンサーとして活動している傍ら、司会やキャスターやリポーターやナレーションとして活躍している。